# Lista de clubes de futebol do Amapá
Este artigo contém uma lista de clubes de futebol e do Estado do Amapá

## Campeonato Amapaense 2024
Fonte(s): 
| - Independente (Santana) - Macapá (Macapá) - Oratório (Macapá) - Santana (Santana) | - Santos (Macapá) - São Paulo (Macapá) - Trem (Macapá) - Ypiranga (Macapá) |

## Outros clubes profissionais
- São José (Macapá)
- Mazagão (Mazagão)
- Cristal (Macapá)
- Portuguesa (Macapá)
- Lagoa (Macapá)
- Cruzeiro (Macapá)
- Renovação (Macapá)
- Canário (Santana)
- Calçoene (Calçoene)
- Boleiros Araguarienses (Ferreira Gomes)

## Semiprofissionais
| - AEJUS (Santana) - Atlético Amapaense (Macapá) - Combatente (Macapá) - Fazendinha (Macapá) - São Joaquim do Pacuí (Macapá) | - Mangueirão (Santana) - MV-13 (Macapá) - Nacional (Macapá) - Olímpicos (Santana) - Rio Norte (Macapá) - Tapajós Amapá Clube (Macapá) - Juventus Futebol Clube (Macapá) |

## Ligas Desportivas Municipais
| - Liga Desportiva de Amapá (Amapá) - Liga Desportiva de Calçoene (Calçoene) - Liga Desportiva de Cutias (Cutias) - Liga Desportiva de Ferreira Gomes (Ferreira Gomes) - Liga Desportiva de Itaubal (Itaubal) - Liga Desportiva de Laranjal do Jari (Laranjal do Jari) - Liga Desportiva de Mazagão (Mazagão) - Liga Desportiva de Oiapoque (Oiapoque) | - Liga Desportiva de Pedra Branca (Pedra Branca) - Liga Desportiva de Porto Grande (Porto Grande) - Liga Desportiva de Pracuúba (Pracuúba) - Liga Desportiva de Santana (Santana) - Liga Desportiva de Serra do Navio (Serra do Navio) - Liga Desportiva de Tartarugalzinho (Tartarugalzinho) - Liga Desportiva de Vitória do Jari (Vitória do Jari) |

## Extintos Ou Licenciados
| - Aliança (Santana) - América EC (Macapá) - América FC (Macapá) - Araguary (Macapá) - Cabralzinho (Macapá) - Construção (Macapá) | - CEA Clube (Macapá) - Cumaú (Macapá) - Guarany (Macapá) - Juventus (Macapá) - Latitude Zero (Macapá) - Londrina (Macapá) | - Municipal (Macapá) - Primavera (Macapá) - Primeiro de Janeiro (Macapá) - Santa Cruz (Macapá) - União (Macapá) |

## Outros
Clubes licenciados, desfiliados ou com atividade recente, tendo ou não sua situação atual desconhecida.
| - Aliança (Santana) - Amapá Clube (Macapá) - SERB (Ferreira Gomes) |